# Толос (Драма)
Толос (грч. Θόλος) је насељено место у општини Паранести у периферији Источна Македонија и Тракија, Грчка. Према попису из 2021. године било је без становника.
Према бугарском географу и историчару, Василу Канчову, у Толосу је 1900. године живело 209 Турака. Године 1923. муслиманско становништво је принудно исељено у Турску а на њихово место је насељено више од 100 грчких избегличких породица, којих је на попису из 1928. године било 346. Село се раније звало Караџакој.